# Elattoneura pluotae
Elattoneura pluotae – gatunek ważki z rodziny pióronogowatych (Platycnemididae). Występuje endemicznie w Senegalu, prawdopodobnie także na przyległym obszarze w Gwinei; krytycznie zagrożony wyginięciem.